# Qubbat al-Kurdi
Qubbet Elkordi (tiếng Ả Rập: قبة الكردي) là một ngôi làng Syria nằm ở phó huyện Salamiyah thuộc huyện Salamiyah, Hama. Theo Cục Thống kê Trung ương Syria (CBS), Qubbet Elkordi có dân số 438 trong cuộc điều tra dân số năm 2004.